# Neperiodická publikace
Neperiodická publikace je termín, který v České republice zavádí zákon 37/1995 Sb., o neperiodických publikacích, aby s jeho pomocí vymezil svou věcnou působnost. Neperiodickou publikaci definuje zákon jako rozmnoženinu literárního, vědeckého nebo uměleckého díla (s odkazem na definici v autorském zákoně) určenou k veřejnému šíření, která je vydána jednorázově, příp. nejvýše jednou ročně (typicky např. ročenky) anebo po částech i častěji, jestliže obsahově tvoří jeden celek.
Neperiodickými publikacemi ve smyslu zákona nejsou např. publikace, jejichž primární účel není umělecký ani vědecký (např. telefonní seznam, jízdní řád), ale sporné může být zařazení mnoha dalších typů tiskovin s primárně praktickým účelem. Vzhledem k tomu, že veřejné šíření tento zákon definuje jako zpřístupnění individuálně neurčenému okruhu osob, mohou pod definici teoreticky spadnout také publikace, které nejsou určeny ke skutečně veřejnému šíření, ale jen pro interní šíření individuálně neurčenému okruhu osob.

## Historie právní úpravy
Regulace neperiodických publikací byla historicky motivována zejména státní kontrolou nad vydávanými tiskovinami (tedy de facto cenzurními důvody), ale později se stala i rozhodující formou státní podpory knihovnictví a archivnictví.
Vydávání a šíření tiskovin upravoval tiskový zákon č. 6/1863 ř. z. a čl. XIV/1914. V Československu byl pak přijat zákon č. 126/1933 Sb., kterým se mění a doplňují tiskové zákony, který již výslovně zmiňuje „neperiodické tiskopisy“ a stanoví podmínky jejich kolportáže, zejména pravomoci úřadů šíření zakázat. Po nástupu komunismu zavedl mnohem důslednější regulaci zákon 94/1949 Sb., o vydávání a rozšiřování knih, hudebnin a jiných neperiodických publikací, s pozdějšími novelizacemi. Na ten navazovaly různé prováděcí předpisy, např. vyhláška ministerstva informací a osvěty č. 517/1949 Ú. l., o podávání žádostí za udělení oprávnění k vydávání neperiodických publikací a o povolení ke zřízení vydavatelských podniků. Další vyhlášky a směrnice regulovaly například vydávání pohlednic, šíření antikvárních publikací, povinné a pracovní výtisky atd.
V České republice nově upravil povinnosti související s neperiodickými publikacemi zákon ČNR č. 106/1991 Sb., o neperiodických publikacích, s novelizací 281/1991 Sb., později nahrazený zákonem č. 37/1995 Sb., o neperiodických publikacích.

## Publikace vyňaté z působnosti zákona 37/1995 Sb.
Zákon vyjmenovává typy publikací, které sice jako neperiodické publikace zmiňuje, ale výslovně je vylučuje ze své působnosti:
- rozmnoženiny audiovizuálních děl (těch se týká speciální zákon č. 273/1993 Sb.);
- rozmnoženiny programů počítačů;
- rozmnoženiny sloužící provozní potřebě při výrobě a odbytu výrobků nebo při poskytování služeb nebo které jsou součástí výrobků (např. reklamní tiskoviny, návody, obaly a potisky obalů atd.);
- propagační materiály politických stran a politických hnutí, občanských sdružení, organizací s mezinárodním prvkem, nadací, církví a náboženských společností;
- rozmnoženiny vydané v cizině, pokud vydavatel nemá organizační složku na území České republiky;
- bankovky a mince, poštovní, platební a kolkové známky, poštovní ceniny, losy a cenné papíry;
- plastické a nástěnné mapy, globy, základní a tematická státní mapová díla dle zákona o zeměměřictví[pozn. 1].

## Neperiodická publikace musí obsahovat
Podle § 2 zákona 37/1995 Sb. musí vydavatel zajistit, aby neperiodická publikace obsahovala:
- název díla;
- jména autorů, jejichž díla jsou v publikaci obsažena, jsou-li známa a autoři jejich uvedení výslovně nezakázali, popřípadě pseudonymy autorů;
- obchodní jméno a sídlo nebo jméno, příjmení a trvalý pobyt osoby, která neperiodickou publikaci vydala (čili údaje o vydavateli, resp. nakladateli);
- obchodní jméno a sídlo nebo jméno, příjmení a trvalý pobyt osoby, která neperiodickou publikaci vyrobila (čili zpravidla tiskárny, příp. DTP apod.);
- rok prvního vydání (je-li znám);
- rok, ve kterém byla publikace vydána;
- u přeloženého díla původní název díla a označení vydání, z něhož byl pořízen překlad;
- označení nositele autorských práv (čili „majitele copyrightu“, značí se ©);
- číslo Mezinárodního standardního číslování knih; v zákoně se dodává: „pokud bylo uděleno“, nicméně ISBN se neuděluje, ale žádá se o ně; o přidělení ISBN žádá vydavatel, ve výjimečných případech (publikace vydaná vlastním nákladem autora, příp. publikace vydávané ojediněle institucí, která nehodlá provozovat soustavnější vydavatelskou činnost) přidělí publikaci číslo ISBN Národní agentura ISBN v ČR.

Publikace, která neobsahuje povinné údaje, nesmí být veřejně šířena.
S vydáním neperiodické publikace je spojena i povinnost vydavatele:
- dodat bezplatně a na vlastní náklady stanovený počet povinných výtisků knihovnám, o nichž to stanoví zákon 37/1995 Sb.: dva povinné výtisky Národní knihovně České republiky a po jednom výtisku Moravské zemské knihovně v Brně, Vědecké knihovně v Olomouci, Městské knihovně v Praze a místně příslušné krajské knihovně podle sídla vydavatele (tzv. regionální povinný výtisk). Vydavatel neperiodické publikace pořízené slepeckým písmem je povinen odevzdat jeden povinný výtisk Knihovně a tiskárně pro nevidomé K. E. Macana v Praze.
- od každé neperiodické publikace, kterou vydává, písemně nabídnout ke koupi jeden výtisk knihovnám určeným vyhláškou Ministerstva kultury, a to do 30 dnů ode dne jejich vydání.

Pokuty za nedodržení stanovených povinností dosahují výše až 50 000 Kč, přičemž může dojít k souběhu i více pokut týkajících se téže publikace (např. až 50 000 Kč za absenci povinných údajů, až 25 000 za šíření takové publikace, až 50 000 za nedodání povinných výtisků, až 15 000 Kč za nesplnění nabídkové povinnosti).